# Лапи-Корчакі
Лапи-Корчакі (пол. Łapy-Korczaki) — село в Польщі, у гміні Лапи Білостоцького повіту Підляського воєводства.
Населення — 45 осіб (2011).
У 1975-1998 роках село належало до Білостоцького воєводства.

## Демографія
Демографічна структура станом на 31 березня 2011 року:
|          | Загалом | Допрацездатний вік | Працездатний вік | Постпрацездатний вік |
| -------- | ------- | ------------------ | ---------------- | -------------------- |
| Чоловіки | 18      | 2                  | 14               | 2                    |
| Жінки    | 27      | 6                  | 13               | 8                    |
| Разом    | 45      | 8                  | 27               | 10                   |